# Brenthonne
Brenthonne és un municipi francès situat al departament de l'Alta Savoia i a la regió d'Alvèrnia-Roine-Alps. L'any 2007 tenia 853 habitants.

## Demografia

### Població
El 2007 la població de fet de Brenthonne era de 853 persones. Hi havia 333 famílies de les quals 79 eren unipersonals (25 homes vivint sols i 54 dones vivint soles), 104 parelles sense fills, 142 parelles amb fills i 8 famílies monoparentals amb fills.
La població ha evolucionat segons el següent gràfic:
Habitants censats

### Habitatges
El 2007 hi havia 370 habitatges, 334 eren l'habitatge principal de la família, 7 eren segones residències i 29 estaven desocupats. 299 eren cases i 69 eren apartaments. Dels 334 habitatges principals, 259 estaven ocupats pels seus propietaris, 65 estaven llogats i ocupats pels llogaters i 10 estaven cedits a títol gratuït; 2 tenien una cambra, 17 en tenien dues, 37 en tenien tres, 86 en tenien quatre i 193 en tenien cinc o més. 289 habitatges disposaven pel capbaix d'una plaça de pàrquing. A 116 habitatges hi havia un automòbil i a 198 n'hi havia dos o més.

### Piràmide de població
La piràmide de població per edats i sexe el 2009 era:
| Homes | Edats   | Dones |
| ----- | ------- | ----- |
| 0     | 95 o +  | 0     |
| 0     | 90 a 94 | 0     |
| 0     | 85 a 89 | 8     |
| 12    | 80 a 84 | 4     |
| 4     | 75 a 79 | 16    |
| 4     | 70 a 74 | 4     |
| 28    | 65 a 69 | 28    |
| 8     | 60 a 64 | 0     |
| 12    | 55 a 59 | 32    |
| 20    | 50 a 54 | 12    |
| 28    | 45 a 49 | 20    |
| 24    | 40 a 44 | 32    |
| 36    | 35 a 39 | 32    |
| 20    | 30 a 34 | 36    |
| 28    | 25 a 29 | 16    |
| 24    | 20 a 24 | 16    |
| 20    | 15 a 19 | 12    |
| 4     | 10 a 14 | 28    |
| 48    | 5 a 9   | 28    |
| 12    | 0 a 4   | 32    |

## Economia
El 2007 la població en edat de treballar era de 576 persones, 468 eren actives i 108 eren inactives. De les 468 persones actives 443 estaven ocupades (235 homes i 208 dones) i 26 estaven aturades (10 homes i 16 dones). De les 108 persones inactives 35 estaven jubilades, 31 estaven estudiant i 42 estaven classificades com a «altres inactius».

### Ingressos
El 2009 a Brenthonne hi havia 325 unitats fiscals que integraven 868,5 persones, la mediana anual d'ingressos fiscals per persona era de 24.792 €.

### Activitats econòmiques
Dels 31 establiments que hi havia el 2007, 1 era d'una empresa extractiva, 1 d'una empresa alimentària, 1 d'una empresa de fabricació d'altres productes industrials, 11 d'empreses de construcció, 4 d'empreses de comerç i reparació d'automòbils, 2 d'empreses d'hostatgeria i restauració, 2 d'empreses d'informació i comunicació, 1 d'una empresa financera, 3 d'empreses immobiliàries, 3 d'empreses de serveis i 2 d'empreses classificades com a «altres activitats de serveis».
Dels 13 establiments de servei als particulars que hi havia el 2009, 1 era un taller de reparació d'automòbils i de material agrícola, 2 paletes, 2 guixaires pintors, 3 fusteries, 2 lampisteries, 2 electricistes i 1 restaurant.
Dels 2 establiments comercials que hi havia el 2009, 1 era una botiga de més de 120 m² i 1 una botiga d'electrodomèstics.
L'any 2000 a Brenthonne hi havia 28 explotacions agrícoles que ocupaven un total de 462 hectàrees.

## Equipaments sanitaris i escolars
El 2009 hi havia una escola elemental.

## Poblacions més properes
El següent diagrama mostra les poblacions més properes.